# Hope Temple

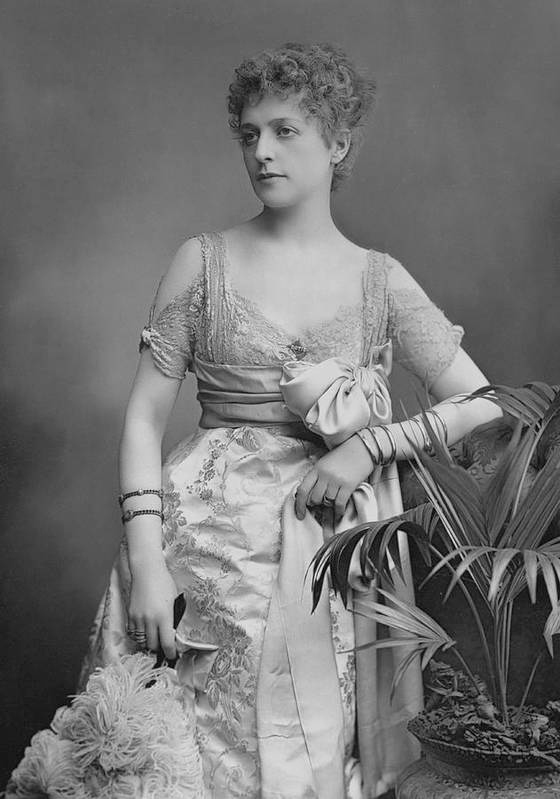
Hope Temple, Foto von Stanislaw Julian Ostroróg

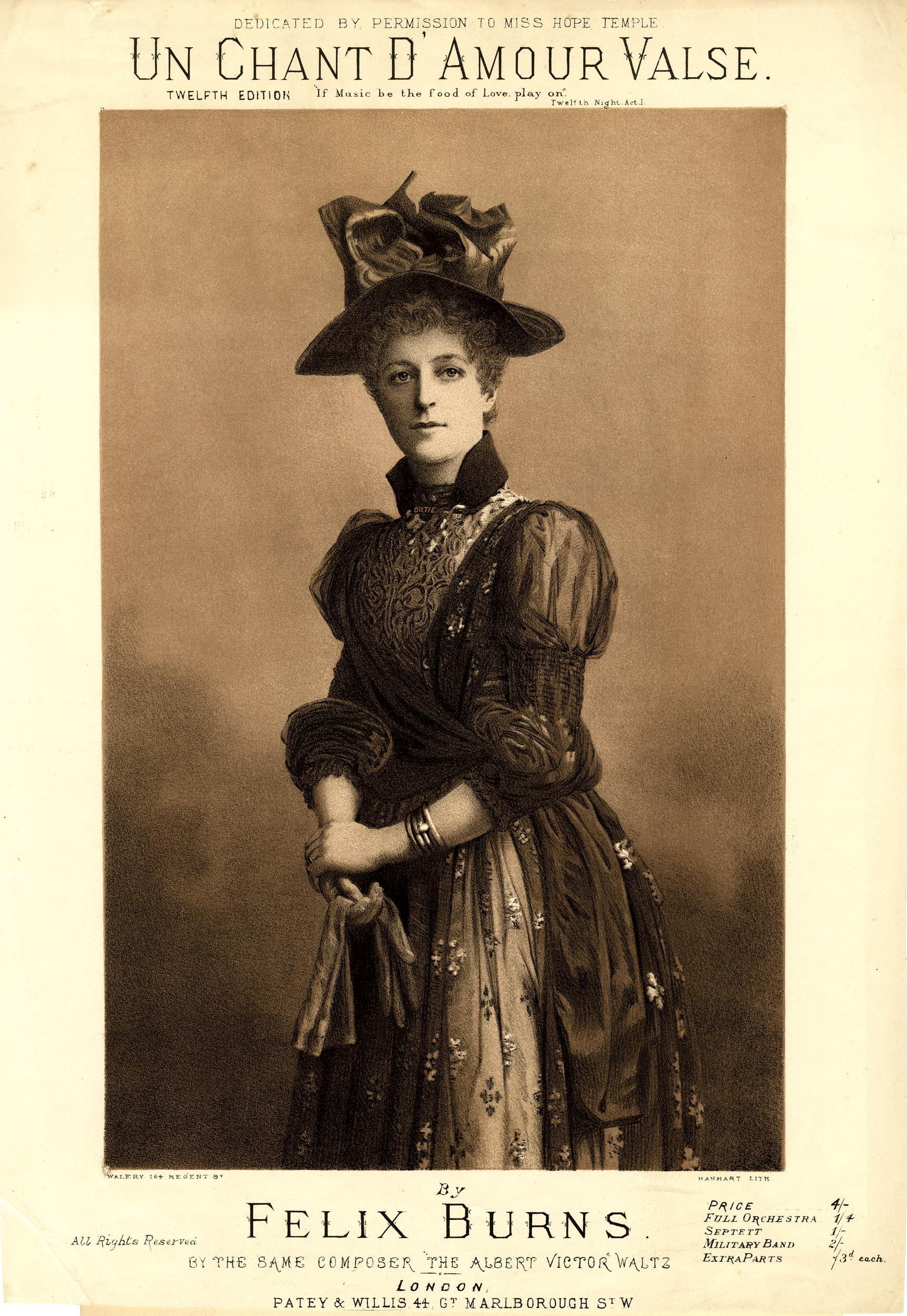
Porträt Temples (Lithografie von M. & N. Hanhart, London) auf dem Titelbild eines Notenblatts, dessen Partitur ihr von dem schottischen Komponisten Felix Burns (1864–1920) gewidmet wurde

Hope Temple, bürgerlich Alice Maude Davis, auch Dotie Davis (* 27. Dezember 1859 in Dublin; † 10. Mai 1938 in Folkestone, Kent), war eine irische Liedschreiberin und Komponistin.

## Leben
Alice Maude Davis zog mit zwölf Jahren mit ihrer Familie nach England. Ab dem 13. Lebensjahr erhielt sie eine musikalische Ausbildung in London. Dort studierte sie unter anderem Klavier bei John Francis Barnett (1837–1916) sowie Harmonielehre und Kontrapunktik bei Edouard Silas. Mit 14 Jahren begann sie Balladen zu schreiben. In all ihren veröffentlichten Werken firmierte sie unter dem Pseudonym Hope Temple. Sie war im Begriff eine Karriere als Pianistin zu beschreiten, als sie sich im Alter von 17 Jahren die Hand so schwer verletzte, dass sie diese Ambition aufgeben musste. Anschließend zog sie zu weiteren Studien nach Paris, wo neben André Wormser auch André Messager einer ihrer Lehrer war. Messager, der bis zu seiner Scheidung im Jahr 1894 verheiratet war, und Temple wurden ein Paar. Sie heirateten 1895.
Seit den 1880er Jahren veröffentlichte sie eine Reihe von Liedern, etwa My Lady’s Bower (1887), ein Lied mit einem Text von Frederick E. Weatherly (1848–1929), das in James Joyce’ Roman Ulysses von der Protagonistin Molly Bloom gesungen wird. Außerdem verfasste sie Kompositionen, so die Operette The Wooden Spoon (1892), die in London und New York City aufgeführt wurde. Ihren Mann unterstützt sie 1894 bei der Komposition der Oper Mirette. Der italienische Komponist Francesco Paolo Tosti widmete Hope Temple (und Alice Burbidge) seinen Venetian Song (1891).
An der Opéra-Comique hatte ihr Mann ab 1898 eine gut honorierte Stellung als Generaldirektor. Sie selbst zog sich seit dieser Zeit aus ihrer eigenen Kompositionsarbeit weitgehend zurück und widmete sich als „Mrs. André Messager“ gesellschaftlichen Ereignissen.

## Werk (Auswahl)
- In Sweet September (Frederick E. Weatherly), Lied, 1880
- Tis all that I can say (Thomas Hood), Lied, 1880
- She Walks in Beauty (Lord Byron), Lied, 1881
- An Old Garden (Helen Marion Burnside), Lied, um 1886
- My Lady’s Bower (Frederick E. Weatherly), Lied, 1887
- A Golden Argosy (Frederick E. Weatherly), Lied, 1889
- Love and Friendship (John Muir), Lied, 1889
- Thoughts and Tears (Clifton Bingham), Lied (Adeline Randegger gewidmet), 1889
- Mary Grey (Clifton Bingham), Lied, 1890
- The Wooden Spoon, Operette, 1892
- Rory Darlin’ (Frederick E. Weatherly), Lied, 1892
- All My World (Clifton Bingham), Lied, 1893
- Adieu l’amour / Love’s Adieu (Catulle Blée), Lied, 1893
- Auf Wiederseh’n (Henry Wadsworth Longfellow), Lied, 1893
- mit André Messager: Mirette (Frederick E. Weatherly, Harry Greenbank, Adrian Ross), Opéra-comique, 1894
- When We Meet (Mary Mark Lemon), vor 1894
- A Summer Dream, Klavierstück, 1895
- Colin Deep (William Akerman), Lied, 1895
- God’s Lily (W. Fred Holmes), Lied, 1896
- The Garden of Dreams (Clifton Bingham), Lied, 1900
- Au bord des flots (Louis Fortolis), Lied, 1905
- A Night in Seville, Klavierstück, um 1921